# Rick DiPietro
Rick DiPietro (Winthrop, 19 settembre 1981) è un ex hockeista su ghiaccio statunitense professionista, portiere che ha giocato nella National Hockey League.

## Carriera

### Carriera universitaria
DiPietro ha frequentato la Saint Sebastian's School. Ha giocato una stagione (1999-2000) con l'Università di Boston nella divisione Hockey East della NCAA. In quell'anno, DiPietro fu inserito nell'All-Rookie Team, nel Second Team dell'All-Hockey East, fu insignito del trofeo di Co-MVP della squadra e fu nominato Rookie dell'anno. Inoltre, DiPietro arrivò vicino al record NCAA del maggior numero di parate quando riuscì a fermare 77 tiri su 80 totali nella partita persa 3-2 dopo quattro overtime con l'Università di St. Lawrence durante la finale regionale della NCAA (il record era di 86 parate). Nel suo unico Beanpot Tournament, DiPietro fu nominato MVP e vinse l'Eberly Trophy, assegnato al miglior portiere del torneo.

### Carriera professionistica
DiPietro fu la prima scelta nell'NHL Entry Draft del 2000, selezionato dai New York Islanders, cosa che portò la squadra a cedere Roberto Luongo. DiPietro fu il quarto statunitense ad occupare il posto della prima scelta al draft. Sebbene il suo debutto fosse stato largamente anticipato, nella stagione 2000-2001 giocò solo 20 partite ed ottenne appena 3 vittorie. DiPietro fu così mandato nelle serie inferiori per guadagnare esperienza. Giocò per i Chicago Wolves della IHL e con i Bridgeport Sound Tigers della AHL. Scese in campo in 10 partite nella stagione successiva (anche in una gara dei playoff) prima di essere convocato per buona parte della stagione 2003-2004. La sua media di gol subiti scese dal 3.49 della 2000-2001 al 2.36 della 2003-2004.
Insieme ai compagni Jason Blake e Mark Parrish DiPietro fu inserito nella Selezione Statunitense che partecipò alle Olimpiadi Invernali del 2006 di Torino, nel mese di febbraio. DiPietro fu il primo portiere degli USA nel torneo, titolare in 4 delle 6 gare. DiPietro ottenne una buona media (2.28 gol subiti), ma ottenne una sola vittoria nella quattro gare disputate.
Il 12 settembre 2006 DiPietro firmò un contratto di 15 anni, per 67,5 milioni di dollari con gli Islanders. Il 5 marzo 2007 DiPietro ruppe il record societario di parate in una gara, con 56 parate nella sconfitta agli shootout per 2-1 con i New York Rangers. Il precedente record di 55 era detenuto da Félix Potvin e Billy Smith (quello di DiPietro fu poi rotto da Dwayne Roloson nel 2009). Il 13 marzo il portiere subì una concussione a seguito di uno scontro con Steve Bégin dei Montreal Canadiens. DiPietro ritornò per quattro gare ma poi mancò il resto della stagione dopo un'altra concussione ricevuta in un match con i New York Rangers. Fece il suo ritorno in gara-2 del primo turno di playoff con i Buffalo Sabres, che vinsero la serie.
La concussione fu solo l'inizio di una serie di infortuni. DiPietro subì un'operazione nel 2007 per un infortunio all'anca. Il 19 novembre toccò le 100 vittorie in carriera in NHL quando gli Islanders superarono per 2-1 i Rangers.
DiPietro fu così selezionato per l'All-Star Game 2008 come riserva, ma fu poi nominato titolare per l'infortunio di Martin Brodeur. Durante la sfida di shootout della sera prima, DiPietro si infortunò l'anca. Continuò comunque a giocare per gli Islanders finché non ebbero più possibilità di qualificarsi ai playoff. La sua stagione si chiuse anzitempo per un'altra operazione all'anca.
Il 3 giugno 2008 DiPietro dichiarò alla Sirius Satellite Radio che sarebbe stato operato al menisco del suo ginocchio sinistro il giorno dopo, e che avrebbe mancato le prime quattro gare della stagione 2008-2009. Tornò nella quinta partita, contro i Florida Panthers, per poi scendere in campo altre due volte, prima di infortunarsi ancora. Il 1º novembre fu annunciato che DiPietro si sarebbe sottoposto ad un'altra operazione al ginocchio per essersi infortunato al menisco. Tornò il 26 dicembre, vincendo la partita e realizzando un assist, rompendo il record societario di Billy Smith di punti per un portiere. Il 20 gennaio 2009 Garth Snow, general manager degli Islanders, dichiarò che la stagione di DiPietro si era chiusa per un'operazione in post-artroscopia al suo ginocchio destro.
DiPietro fece ritorno dall'infortunio l'8 gennaio 2010 in una sconfitta per 4-3 con i Dallas Stars. La sua ultima presenza titolare fu nella gara con i Carolina Hurricanes del 6 febbraio: infatti DiPietro guadagnò la sua quinta sconfitta in sette match da titolare, dato che i suoi persero per 3-1. Un altro infortunio al ginocchio sinistro gli fece saltare il resto della stagione.
Tornò nel dicembre 2010, ma fu usato per lo più come riserva di Dwayne Roloson. La sua prima gara da titolare fu quella del 29 dicembre, contro i Pittsburgh Penguins, battuti per 2-1 negli shootout. Con la cessione di Roloson ai Tampa Bay Lightning, DiPietro tornò titolare. Il 2 febbraio 2011 il portiere ebbe un confronto con Brent Johnson in un match con i Penguins; DiPietro fu abbattuto da un colpo al volto di Johnson, e due giorni dopo fu annunciato che sarebbe stato fuori per 4 o 6 settimane a causa di una frattura al volto ed un ulteriore infortunio al ginocchio. Il portiere tornò brevemente nel finale di stagione.
All'inizio della stagione 2011-2012 DiPietro si ritrovò in competizione con Al Montoya ed Evgenij Nabokov per il ruolo da titolare. Un buon pre-stagione e le assenze di DiPietro negli anni precedenti causarono la scelta di Montoya come titolare e dell'italoamericano come secondo. Durante il riscaldamento della terza gara degli Islanders, DiPietro fu raggiunto al viso da un tiro potente di Brian Rolston, che gli causò una concussione. DiPietro tornò in azione nel tardo ottobre. Il 5 novembre 2011, con 25 parate, si guadagnò la prima vittoria della sua stagione. Poco dopo, si infortunò all'inguine, e dovette operarsi per un'ernia in quella zona, rimanendo fuori per il resto della stagione.
Durante il lock-out della stagione 2012-2013 giocò in Germania con il Riessersee. Tornato a New York in gennaio, iniziò il campionato da backup di Nabokov, ma dopo essere sceso in campo tre volte, fu inserito tra i waivers e rimandato alla squadra satellite dei Bridgeport Sound Tigers, in AHL, debuttandovi nuovamente il 1º marzo 2013 nella gara persa per 7-3 con i Connecticut Whale. Al termine della stagione, gli Islanders decisero di tagliarlo ed il 1º luglio, dopo 13 anni passati con i newyorchesi, rimase svincolato.
Il 26 ottobre firmò un contratto di prova con i Charlotte Checkers, squadra della AHL affiliata ai Carolina Hurricanes. Il 30 ottobre esordì con la nuova maglia nell'incontro perso per 5-2 con i Grand Rapids Griffins. Dopo 5 partite disputate, fu svincolato dai Checkers.

## Palmarès

### Individuale
- Campionato mondiale di hockey su ghiaccio Under-20 All-Star Team: 1

Svezia 2000
- Miglior portiere del Campionato mondiale di hockey su ghiaccio Under-20: 1

Svezia 2000
- AHL All-Star Classic: 1

2002
- NHL All-Star Game: 1

2008